# Солара (Модена)
Солара (итал. Solara) је насеље у Италији у округу Модена, региону Емилија-Ромања.
Према процени из 2011. у насељу је живело 1210 становника. Насеље се налази на надморској висини од 22 м.